# Phaonia sparsicilium
Phaonia sparsicilium är en tvåvingeart som beskrevs av Xue och Wang 2009. Phaonia sparsicilium ingår i släktet Phaonia och familjen husflugor.
Artens utbredningsområde är Tibet. Inga underarter finns listade i Catalogue of Life.